# De praetura siciliensi
De praetura siciliensi è la seconda delle orazioni di Marco Tullio Cicerone dell'Actio secundae, che fa parte del corpus di orazioni chiamate Verrine. Queste orazioni furono elaborate nel 70 a.C. in occasione di una causa di diritto penale discussa a Roma, che vedeva come accusatori il popolo della ricca provincia di Sicilia e l'ex propretore dell'isola Gaio Licinio Verre come imputato. L'accusa  mossa nei suoi confronti era di de pecuniis repetundis, cioè di concussione, reato consumato durante il triennio di governo dal 73 al 71 a.C.
Spicca per la unitarietà tematica. Si concentra su alcuni ambiti dell'attività criminale di Verre, presentandone una rassegna: abusi nei processi e sentenze manipolate (19-118); compravendita delle cariche pubbliche (119-130); elezione dei censori (131-140); imposizione dei contributi adducendo a pretesto motivi di salute (141-168); rapporti poco chiari con gli appaltatori delle tasse (169-192). Sono esaminate qui le azioni di Verre come magistrato, e nella parte iniziale in ordine cronologico: la funzione dell'orazione è ripercorrere la sua carriera come magistrato in Sicilia nel suo complesso, dipingendolo come emblema e specchio di quella degenerazione dei tribunali che coinvolge anche la parte meno sana del senato.